# Old Man of the Mountain (rotsformatie)

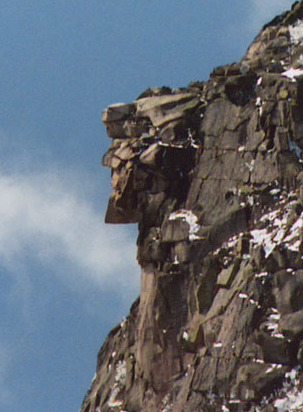
Old Man of the Mountain op 26 april 2003, kort voordat de rotsformatie naar beneden stortte

De Old Man of the Mountain (Nederlands: De oude man van de berg) was een rotsformatie bestaand uit vijf granieten richels die deel uitmaakte van Cannon Mountain in de White Mountains in de staat New Hampshire in de Verenigde Staten. Vanuit het noorden gezien leek deze formatie op het gezicht van een oude man. 
De formatie lag 400 m boven Profile Lake in het Franconia Notch State Park, en was zo'n 12 m hoog en 8 m breed.
De "Old Man" werd voor het eerst beschreven in 1805, en werd het symbool van de staat New Hampshire. Tot grote consternatie onder de bevolking, stortte de formatie op 13 mei 2003 naar beneden als gevolg van natuurlijke erosie.